# ولایت هیتاچی

نقشه ژاپن در سال (سال ۱۸۶۸). این ولایت با رنگ تیره مشخص شده است.

ولایت هیتاچی (به ژاپنی: 常陸国 Hitachi no Kuni) یکی از ولایت‌ها در تقسیم‌بندی کشوری قدیم ژاپن بود.